# Manduca chinchilla
Manduca chinchilla es una polilla de la familia Sphingidae. Vuela en Perú, Venezuela, Brasil y Paraguay.
Es similar en aspecto a muchos otros miembros del género Manduca, pero un número de diferencias la distingue de Manduca rustica, a la que se compara normalmente, por su color gris tiza, la superficie inferior del ala es gris, y hay bandas onduladas transversales en la parte superior del ala anterior.

## Sinonimia
- Protoparce chinchilla Gehlen, 1942
- Manduca chinchilla (Gehlen, 1942): d‘Abrera, 1986: 32.